# Museu del Juràssic d'Astúries
El Museu del Juràssic d'Astúries (MUJA) és un edifici singular situat al concejo de Colunga, a mig camí entre Colunga i Llastres, i a 3 quilòmetres de la platja de la Griega.
L'edifici té forma de petjada de dinosaure i ofereix abundant informació sobre aquests animals bàsicament amb documentals i material audiovisual. A la platja de la Griega es poden veure algunes empremtes de petjades deixades per sauròpodes, uns dinosaures que pesaven més de 80 tones, uns dels més grans que van existir.
El museu es pot visitar cada dia matí i tarda a l'estiu, i la resta de l'any també matí i tarda menys dilluns i dimarts.